# HMS Valiant (S102)
El HMS Valiant (S102) fue un submarino nuclear de la Marina Real británica. Fue el primero de la clase Valiant.

## Construcción
Fue construido por el astillero Vickers Shipbuilding Ltd., que comenzó el trabajo el 22 de enero de 1962. El submarino fue botado el 3 de diciembre de 1963 y fue asignado a la Marina Real el 18 de julio de 1966 como HMS Valiant (S102).

## Diseño
El HMS Valiant tenía un desplazamiento de 4000 t y alcanzaba una velocidad de 30 nudos. Su tripulación era de unos 100 hombres. Ya en servicio, adquirió la capacidad de lanzar misiles Harpoon.

## Historial de servicio
El HMS Valiant integró la Fuerza de Tareas 324, que fue despachada desde Reino Unido hacia las islas Malvinas por el conflicto armado de 1982 contra Argentina. Su comandante era el comandante T. M. Le Marchand. El submarino zarpó de Faslane el 3 de mayo de 1982 y arribó al mar argentino hacia el lunes 10 de mayo.
El conflicto finalizó el 14 de junio con la rendición argentina en las Malvinas. Al mes siguiente, el Valiant emprendió su regreso a Gran Bretaña.